# Leménil-Mitry
Leménil-Mitry (1793 noch mit der Schreibweise Le Menil) ist eine französische Gemeinde im Département Meurthe-et-Moselle in der Region Grand Est. Sie gehört zum Arrondissement Nancy und zum Gemeindeverband Pays du Saintois. Mit 2 Einwohnern (Stand 1. Januar 2022) ist Leménil-Mitry die kleinste der 591 Gemeinden des Départements Meurthe-et-Moselle.

## Geografie
Die Gemeinde Leménil-Mitry liegt im östlichen Saintois, etwa 25 Kilometer südwestlich von Lunéville und 30 Kilometer südlich von Nancy auf einem Plateau zwischen Madon und Mosel, das nach Osten steil zum Moseltal abfällt.
Die Siedlung selbst besteht aus einem heute unbewohnten, umzäunten Schloss (1721 errichtet, 1812 und 1840 umgebaut) mit zwei Nebengebäuden, einem Wohnhaus und zwei Wirtschaftsgebäuden.
Bis auf etwa 30 ha Acker- und Wiesenland besteht das Gemeindegebiet aus Wald.
Nachbargemeinden von Leménil-Mitry sind Laneuveville-devant-Bayon im Nordosten, Mangonville im Osten, Bainville-aux-Miroirs im Südosten, Lebeuville im Süden, Vaudeville im Westen sowie Crantenoy im Nordwesten.

## Geschichte

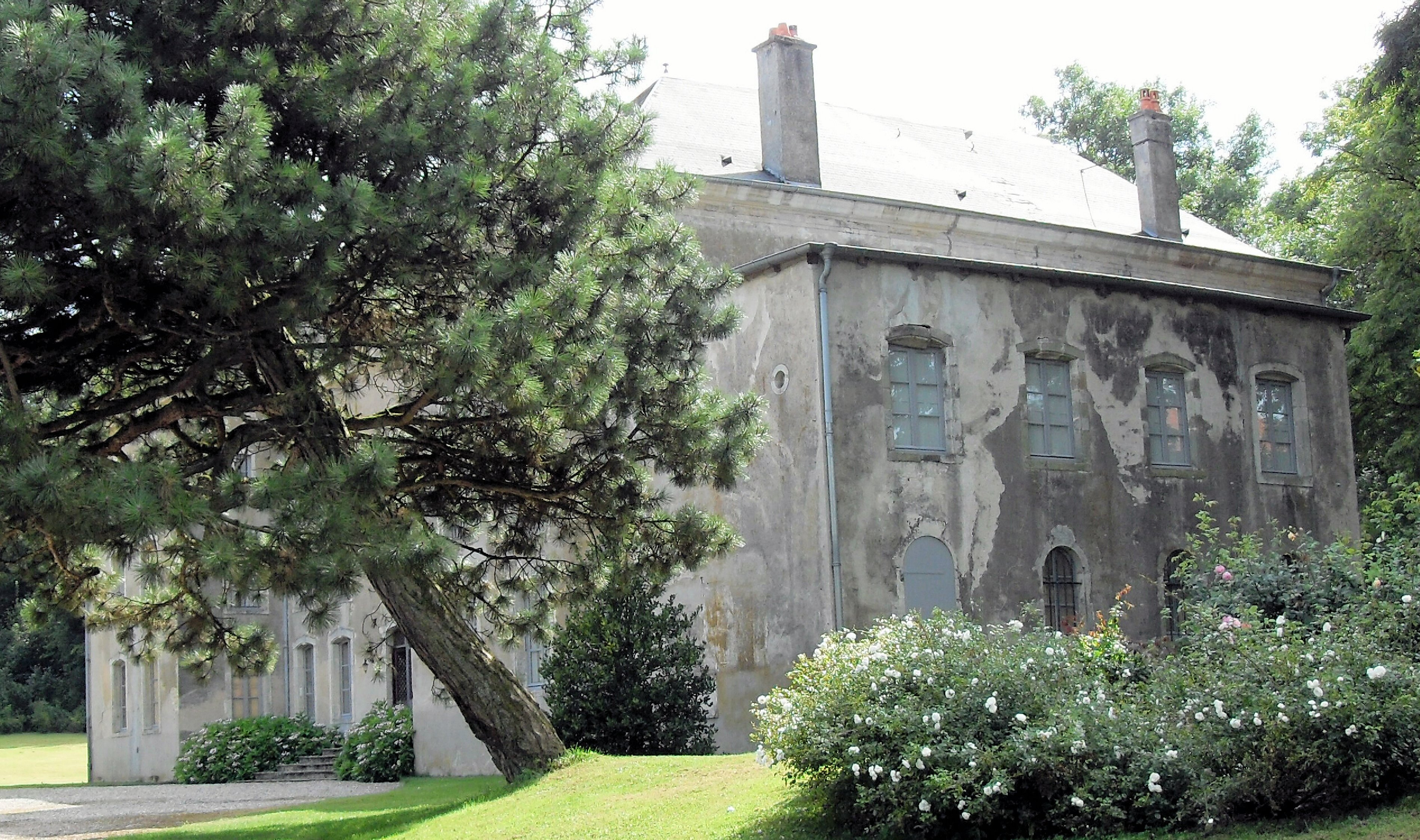
Schloss Leménil-Mitry

Der Ort geht auf das Rittergeschlecht Mitry zurück, das sich in die beiden Zweige Fauconcourt und Ménil aufspaltete.
Eine Tafel am nördlichen Ortseingang erinnert an die 894 Maquisards der Groupe Lorraine 42, die sich im August 1944 in den Wäldern um Leménil-Mitry sammelten, unterstützt durch drei alliierte Fallschirmspringer, die Waffen, Munition und Ausrüstungen an den Sammelpunkt brachten.

### Bevölkerungsentwicklung
| Jahr      | 1962 | 1968 | 1975 | 1982 | 1990 | 1999 | 2011 | 2021 |
| Einwohner | 9    | 4    | 5    | 4    | 2    | 2    | 3    | 2    |

Im Jahr 1793 wurde mit 100 Bewohnern die bisher höchste Einwohnerzahl ermittelt. Die Zahlen basieren auf den Daten von cassini.ehess und INSEE.

## Wirtschaft und Infrastruktur
Der Schlossbesitzer führt einen Landwirtschaftsbetrieb (hauptsächlich Getreideanbau).
Leménil-Mitry ist von Süden aus Gripport und von Norden aus Laneuveville-devant-Bayon zu erreichen. Westlich des Gemeindegebietes verläuft die autobahnähnlich ausgebaute Nationalstraße 57 (E 23) von Nancy nach Épinal (Anschluss Bayon/Haroué 1500 m nördlich von Leménil-Mitry).

## Persönlichkeiten
- Antoine de Mitry (1857–1924), französischer General im Ersten Weltkrieg, unter anderem Befehlshaber des 6. Armeekorps in der Schlacht an der Aisne 1917, der 9. Armee in der Schlacht an der Marne 1918 sowie Kommandeur der Ehrenlegion

## Belege
1. ↑  Ortsname auf cassini.ehess.fr
2. ↑  Les Blasons des communes de Lorraine – LEMENIL MITRY. Archiviert vom Original am 4. März 2017; abgerufen am 21. März 2024 (französisch).
3. ↑  Leménil-Mitry auf cassini.ehess
4. ↑  Leménil-Mitry auf INSEE
5. ↑  Landwirtschaftsbetrieb auf annuaire-mairie.fr (französisch)